# أوسكار كاردوزو
أوسكار رينيه كاردوزو (بالإسبانية: Óscar René Cardozo) (مواليد 20 مايو 1983 في خوان إيولوغيو إستيغاريبيا) لاعب كرة قدم باراغواياني يلعب حاليا لصالح نادي بنفيكا البرتغالي .

## روابط خارجية
- أوسكار كاردوزو على موقع الاتحاد الدولي (مؤرشف)  (الإنجليزية)
- أوسكار كاردوزو على موقع الاتحاد الأوربي (الإنجليزية)
- أوسكار كاردوزو على موقع اتحاد تركيا (لاعب) (الإنجليزية)
- أوسكار كاردوزو على موقع قاعدة بيانات كرة القدم.إي يو (الإنجليزية)
- أوسكار كاردوزو على موقع ناشيونال فوتبول تيمز (الإنجليزية)
- أوسكار كاردوزو على موقع Soccerway.com (الإنجليزية)
- أوسكار كاردوزو على موقع عالم كرة القدم.نت (الإنجليزية)
- أوسكار كاردوزو على موقع AS.com (الإسبانية)